# Sympistis baloghi
Sympistis baloghi là một loài bướm đêm thuộc họ Noctuidae. Nó được tìm thấy ở South miền trung New Mexico. Nó được tìm thấy ở only one female specimen.
Sải cánh dài khoảng 34 mm. Con trưởng thành bay vào tháng 6.